# Tad Hilgenbrink
Tad M. Hilgenbrink (Illinois, 9 ottobre 1981) è un attore statunitense.

## Biografia
Nativo dell'Illinois e cresciuto in campagna, Tad raffina il suo talento creativo, studiando Shakespeare a Londra e recitando vari ruoli. Dopo aver calcato le scene a Londra e a New York, Tad tenta la sorte a Los Angeles, dandosi due settimane di tempo per riuscirci. Il successo arriva con la parte di Matt Stifler ovvero il fratello minore di Steve Stifler in American Pie Presents: Band Camp.

## Filmografia

### Cinema
- American Pie Presents: Band Camp, regia di Steve Rash (2005)
- The Curiosity of Chance, regia di Russell P. Marleau (2006)
- Epic Movie, regia di Jason Friedberg e Aaron Seltzer (2007)
- Grave Situations, regia di Bill Wheat (2007)
- Sherman's Way, regia di Craig M. Saavedra (2008)
- Lost Boys: The Tribe, regia di P.J. Pesce (2008) uscito in home video
- Disaster Movie, regia di Jason Friedberg e Aaron Seltzer (2008)
- Amusement - Giochi pericolosi (Amusement), regia di John Simpson (2008)
- The Last Low Tide, regia di Jay Mathews (2009) uscito in home video
- H2O Extreme, regia di William Scharpf (2009)
- Le colline sanguinano (The Hills Run Red), regia di Dave Parker (2009) uscito in home video
- Five Star Day, regia di Danny Buday (2010)

### Televisione
- It's All Relative – serie TV, 1 episodio (2014)